# Chryzostom (Zafiris)
Chryzostom, imię świeckie Gerasimos Zafiris (ur. 1935 w Arta, zm. 7 listopada 2019 w Atenach.
) – grecki duchowny prawosławny, od 1978 metropolita Peristeri.

## Życiorys
Święcenia prezbiteratu przyjął w 1976 r. W 1978 r. otrzymał chirotonię biskupią. W czerwcu 2016 r. brał udział w Soborze Wszechprawosławnym na Krecie.